# Thomasin McKenzie
Pour les articles homonymes, voir McKenzie.
Thomasin McKenzie, née le 26 juillet 2000 à Wellington, est une actrice néo-zélandaise.

## Biographie
Thomasin McKenzie est la fille de l'actrice Miranda Harcourt (en) et du réalisateur Stuart McKenzie.

### Carrière
En 2018, elle est annoncée au casting du blockbuster Top Gun: Maverick, avant d'y renoncer pour tourner dans le film dramatique Lost Girls diffusé sur Netflix.
En 2019, elle joue aux côtés de Scarlett Johansson dans Jojo Rabbit.
En 2021, elle donne la réplique à Anya Taylor-Joy dans le film d'horreur Last Night in Soho réalisé par Edgar Wright.

## Filmographie

### Cinéma

#### Courts métrages
- 2014 : A Long Beside de Paul Marcus Wong : Kate jeune
- 2015 : The Boyfriend Game de Alice Englert : Edith

#### Longs métrages

##### Années 2010
- 2012 : Existence de Juliet Bergh : Scraps
- 2014 : Le Hobbit : La Bataille des Cinq Armées (The Hobbit: The Battle of the Five Armies) de Peter Jackson : Astrid
- 2017 : The Changeover (en) de Miranda Harcourt et Stuart McKenzie : Rose Keaton
- 2018 : Leave No Trace de Debra Granik : Tom
- 2019 : Le Roi (The King) de David Michôd : Philippa d'Angleterre
- 2019 : Jojo Rabbit de Taika Waititi : Elsa Korr
- 2019 : Le Gang Kelly (True History of the Kelly Gang) de Justin Kurzel : Mary

##### Années 2020
- 2020 : Lost Girls de Liz Garbus : Sherre Gilbert
- 2021 : The Justice of Bunny King (en) de Gaysorn Thavat : Tonyah
- 2021 : Old de M. Night Shyamalan : Maddox à 16 ans
- 2021 : The Power of the Dog de Jane Campion : Lola
- 2021 : Last Night in Soho d'Edgar Wright : Eloise « Ellie » Turner
- 2023 : Eileen de William Oldroyd : Eileen Dunlop[5]
- 2024 : Joy (en) de Ben Taylor : Jean Purdy
- 2025 : Fackham Hall (en) de Jim O'Hanlon : Rose Davenport
- 2025 : I, Object d'Andrew Niccol
- 2026 : The Rage de Paul Greengrass

### Télévision

#### Séries télévisées
- 2015 : Shortland Street : Pixie Hannah (28 épisodes)
- 2015 : End of Term : Annabel
- 2016 : Bright Summer Night : Petra Quince (saison 1, épisode 3 et 10)
- 2016-2017 : Lucy Lewis Can't Lose (en) : Lucy Lewis (11 épisodes)
- 2017 : The Cul De Sac : Willa (5 épisodes)
- 2018 : Nori Roller Coaster Boy : Nori
- 2022 : Life After Life (en) : Ursula (4 épisodes)
- 2023 : Totally Completely Fine : Vivian Cunningham [6]

#### Téléfilms
- 2014 : Consent: The Louise Nicholas Story de Robert Sarkies : Louise jeune
- 2016 : Jean de Robert Sarkies : Jean jeune